# Вінницький національний медичний університет імені Миколи Пирогова
Ві́нницький націона́льний меди́чний університе́т — вищий медичний навчальний заклад, заснований в 1921 році. Його попередники — Вінницький фармацевтичний інститут (1921 р.), Вінницький філіал Всеукраїнського інституту заочної медичної освіти (1930 р.), Вінницький вечірній виробничий медичний інститут (1932 р.), Вінницький медичний інститут (1934 р.).
У 1960 році навчальному закладу присвоєно ім'я Миколи Пирогова, у 1984 році нагороджено орденом «Знак пошани». З 1994 року Вінницький медінститут атестований і акредитований за IV рівнем акредитації, йому надано статус Університету. Національний статус університету набув у 2002 році.
10 квітня 2024 року ректором обрана хірург та Голова Вченої Ради ВНМУ — Петрушенко Вікторія Вікторівна, доктор медичних наук, професор, експерт із застосування мінінвазивних технологій у хірургії.
30 травня 2024 року Вікторія Петрушенко офіційно призначена ректором ВНМУ відповідно до Наказу Міністра охорони здоров'я України.

## Факультети та структурні підрозділи університету
- Факультет післядипломної освіти
- Підготовчий факультет для іноземних громадян
- Фармацевтичний факультет (Фармація, Клінічна фармація)
- Стоматологічний факультет (Стоматологія)
- Медичний факультет № 1 (Лікувальна справа)
- Медичний факультет № 2 (Педіатрія, Медична психологія)
- Центр нових інформаційних технологій (комп'ютерні класи, телестудія, друкарня, відділ комп'ютерної поліграфії, власний web-сервер);
- Науково-дослідний центр в складі якого 7 науково-дослідних лабораторій та експериментальна клініка (віварій);
- Підрозділи, що забезпечують функціонування університетських споруд, умови праці співробітників університету, побуту студентів у гуртожитках.
- Бібліотека, 6 ліцензованих лабораторій.

## Підготовка на факультетах
Форми підготовки — денна і заочна. Функціонують 6 факультетів: два медичних (№ 1 і № 2) — підготовка з спеціальностей лікувальна справа, педіатрія, медична психологія; стоматологічний — спеціальність стоматологія; фармацевтичний — спеціальності фармація і клінічна фармація; факультет післядипломної освіти здійснює різні форми післядипломної підготовки лікарів з 33 спеціальностей. На фармацевтичному факультеті організована заочна підготовка провізорів.
Університет також здійснює ліцензовану підготовку для вступу до вищих навчальних закладів громадян України (госпрозрахункові підготовчі курси — 500 осіб на рік); підготовку іноземних громадян для вступу до вищих навчальних закладів (на підготовчому факультеті для іноземних громадян — 500 осіб на рік); підготовку в клінічній ординатурі — 1500 осіб на рік; в інтернатурі — 2000 осіб на рік та військову підготовку студентів за програмою офіцерів запасу.
Обсяг набору на денну форму підготовки спеціалістів і магістрів з ліцензованих спеціальностей МОН України визначено в кількості 1740 осіб; заочна підготовка з спеціальності фармація ліцензована в кількості 350 осіб. Всього щороку різні форми підготовки в університеті здійснюють понад 7000 осіб.
Станом на вересень 2016р. серед структурних підрозділів університету налічується 60 кафедр клінічного та теоретичного профілю. В університеті працює 1730 співробітників, з них 1036 є науково педагогічними чи педагогічними працівниками, серед них, 119 докторів наук, 612 кандидатів наук, 88 професорів, 344 доцента.

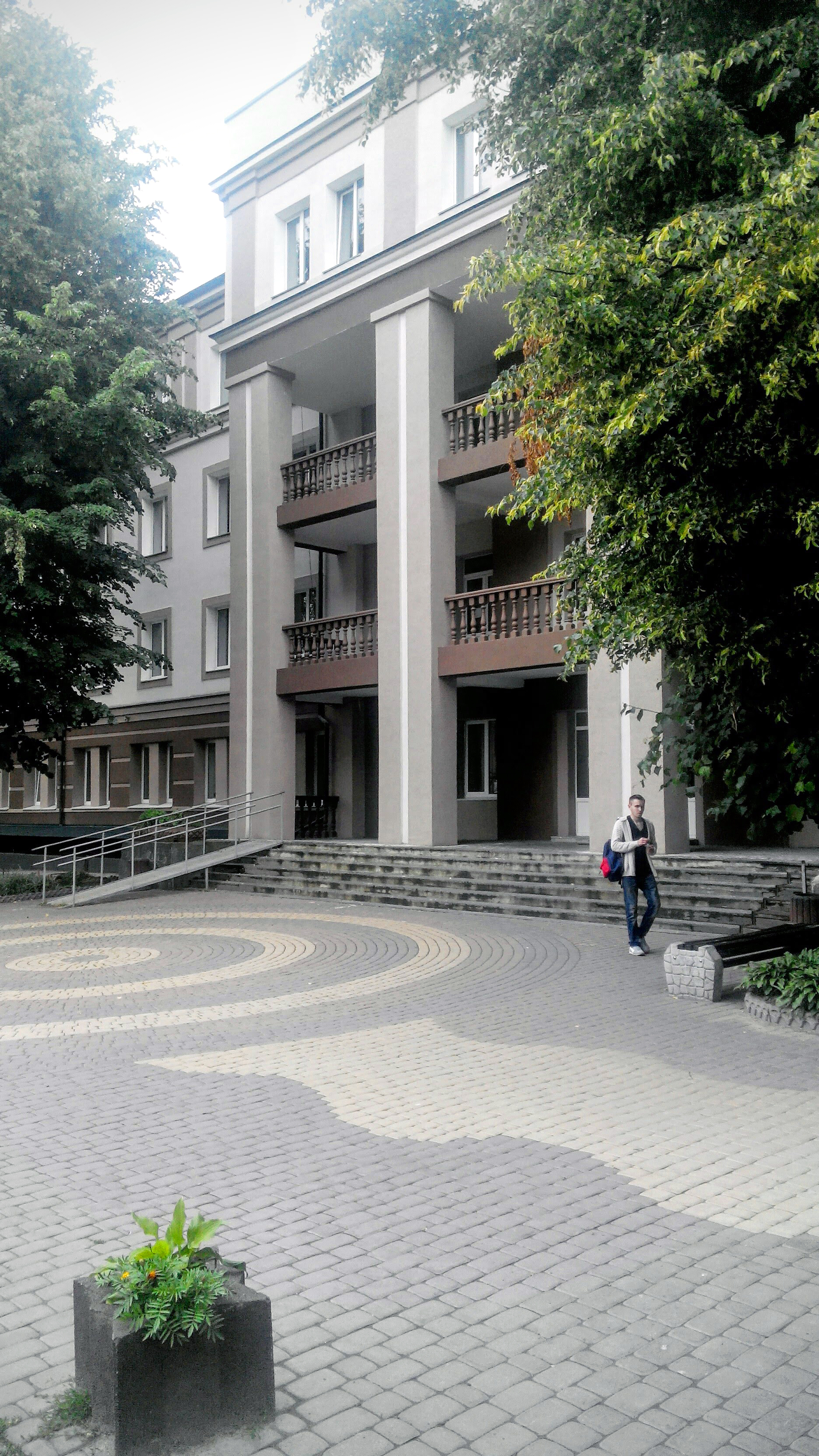
Корпус ВНМУ №2 (вул. В. Стуса, 2)

## Історія
1960 року навчальному закладу надано ім'я Миколи Пирогова, 1984 року нагороджено орденом «Знак Пошани». 1994 року Вінницький медінститут атестовано і акредитовано за IV рівнем акредитації, надано статус університету. Національний статус університет набув 2002 року. Того ж року його нагороджено почесними грамотами Кабінету Міністрів України і Верховної Ради України.
За період з часу набуття навчальним закладом університетського статусу були організовані сучасно оснащені та укомплектовані професорсько-викладацькими кадрами стоматологічний і фармацевтичний факультети, відкрито 10 нових кафедр на медичному, фармацевтичному, стоматологічному факультетах і факультеті післядипломної підготовки.
За багатьма показниками діяльності в рейтингах МОЗ України університет впродовж багатьох років займає провідні місця.

## Підготовка студентів
Навчальний заклад впроваджує в життя розроблену концепцію розвитку, згідно з якою його інфраструктура, організація навчально-виховного процесу, кадровий потенціал, рівень підготовки фахівців, наукової і лікувально-діагностичної роботи, матеріальної бази і міжнародних зв'язків відповідають галузевим стандартам вищої освіти і вимогам Положення про національний заклад. Наказом МОЗ України університет визнано базовим з розробки і впровадження кредитно-модульної форми організації навчального процесу на основі положень Болонської декларації. В цьому відношенні напрацьоване необхідне навчально-методичне забезпечення і проводиться навчання на першому курсі медичних факультетів № 1 і № 2.

## Професорсько-викладацький склад
Професорсько-викладацький склад налічує — 645 осіб, в тому числі докторів наук — 89, кандидатів наук — 385, професорів — 69, доцентів — 248, викладачів без наукового ступеня — 172.
Штат науково-педагогічних працівників науково-дослідного центру — 13 осіб, в тому числі докторів наук — 1, кандидатів наук — 10, без наукового ступеня — 2.
Підготовка студентів, післядипломне навчання лікарів організовані на 54 кафедрах, з них 44 кафедри очолюють доктора наук, професори. На 48 кафедрах є кадровий резерв на посаду завідувача кафедри.
Ректоратом здійснюється цілеспрямована робота з підготовки кадрового резерву з числа найкращих випускників, які зарекомендували себе здатними до наукової роботи в студентські роки та пройшли навчання в магістратурі, аспірантурі. Щороку викладачами захищається по 4-6 докторських і 30-35 кандидатських дисертацій. В 2005 р. було захищено 6 докторських і 45 кандидатських дисертацій.
З досвідом роботи університету за останніх 4-5 років двічі знайомився Президент України, Голова Верховної Ради України, міністри освіти і охорони здоров'я, президент АМН України, Голова комісії Верховної ради України з питань охорони здоров'я.

З 1961 року університет здійснює підготовку іноземних громадян. Різні форми підготовки в ньому здійснили понад 5000 іноземців з 98 країн світу. Станом на 1.01.06 р. в університеті різні форми підготовки здійснюють 834 іноземних громадянина.

## Кафедри університету
- Кафедра українознавства
- Кафедра природничих наук ФІГ
- Кафедра фармацевтичної хімії
- Кафедра фармації
- Кафедра фізвиховання
- Кафедра медицини катастроф та військової медицини
- Кафедра оперативної хірургії та топографічної анатомії
- Кафедра патологічної фізіології
- Кафедра медичної фізики
- Кафедра філософії
- Кафедра суспільних наук
- Кафедра іноземних мов
- Кафедра біохімії та загальної хімії
- Кафедра гістології
- Кафедра мікробіології
- Кафедра загальної гігієни та екології
- Кафедра соціальної медицини та організації охорони здоров'я
- Кафедра нормальнії анатомії
- Кафедра нормальнії фізіології
- Кафедра судової медицини та права
- Кафедра патологічної анатомії
- Кафедра фармакології
- Кафедра клінічної фармації та клінічної фармакології
- Кафедра медичної біології
- Кафедра медичної психології та психіатрії
- Кафедра хірургічної стоматології
- Кафедра стоматології дитячого віку
- Кафедра ортопедичної стоматології
- Кафедра терапевтичної стоматології
- Кафедра дитячої хірургії
- Кафедра внутрішньої та сімейної медицини
- Кафедра ендокринології
- Кафедра фтизіатрії
- Кафедра нервових хвороб з курсом нейрохірургії
- Кафедра психіатрії
- Кафедра пропедевтики дитячих захворювань та догляду за хворими дітьми
- Кафедра інфекційних хвороб
- Кафедра ортопедії та травматології
- Кафедра онкології, променевої діагностики та променевої терапії
- Кафедра шкірно-венеричних хвороб
- Кафедра акушерства і гінекології № 1
- Кафедра акушерства і гінекології № 2
- Кафедра дитячих інфекційних хвороб
- Кафедра педіатрії № 1
- Кафедра педіатрії № 2
- Кафедра очних хвороб
- Кафедра оториноларингології
- Кафедра хірургії медичного факультету № 2
- Кафедра хірургії № 1
- Кафедра хірургії № 2
- Кафедра загальної хірургії
- Кафедра внутрішньої медицини медичного факультету № 2
- Кафедра внутрішньої медицини № 1
- Кафедра внутрішньої медицини № 2
- Кафедра внутрішньої медицини № 3
- Кафедра пропедевтики внутрішньої медицини

## Матеріально-технічна база
Матеріально-технічна база університету на основі прийнятої концепції розвитку ВНМУ постійно вдосконалюється і модернізується за рахунок власних коштів. Університет володіє достатньою кількістю аудиторій, лабораторій, навчальних і адміністративних площ. Лабораторії кафедр, відділи науково-дослідного центру, підрозділи Центру нових інформаційних технологій, лекційні аудиторії, мають сучасне обладнання. Спеціалізовані центри лікарень, де розташовані клінічні кафедри, використовують у своїй роботі комп'ютерну лабораторно-діагностичну апаратуру відомих виробників.
На балансі університету налічується два навчальних корпуси (один з них морфологічний), їхня загальна площа 24241 м²; спорткорпус (2225 м²); аудиторний корпус (680 м²); приміщення науково-дослідного центру (1400 м²), науково-експериментальна клініка (віварій — 993 м²), бібліотека (1418 м²), будується новий навчальний корпус (з бібліотекою та книгосховищем на 500 тис. примірників, палацом культури на 700 місць) з загальною площею 23717,9 м². У новому навчальному корпусі збудовано першу чергу (9600 м²), в якій розміщено 4 кафедри медичних і фармацевтичного факультетів, 2 лекційних аудиторії по 250 місць, виділені приміщення для різних підрозділів НДЦ, наукової і адмінгоспчастини університету. Проводиться будівництво другої черги нового навчального корпусу — бібліотеки. Навчальною базою також є приміщення Національного музею-садиби М. І. Пирогова (загальна площа — 844 м²).
Загальна площа аудиторно-лабораторних приміщень, що перебуває на балансі університету, становить 3193  м²; площа навчально-лабораторних приміщень лікувально-профілактичних закладів, в яких розміщені клінічні кафедри, становить 14701 м². Весь аудиторний фонд університету, який використовується в навчальному процесі, сягає 41426 м². Навчальна площа на одного студента денної форми підготовки в університеті відповідає критеріям та вимогам з акредитації підготовки фахівців рівня «Спеціаліст» і «Магістр». Загальна площа навчальних корпусів і задіяних у навчальному процесі клінічних баз 72939 м².
Лекційні курси читаються в 9 аудиторіях навчальних корпусів університету та 12, аудиторіях клінічних баз. В морфологічному корпусі розташовано 4 лекційних аудиторії і актова зала, які оснащені сучасними відеопроєкційними системами Pioneer з великим розміром екрана по діагоналі, 10 кафедр, Центр нових інформаційних технологій, комп'ютерні класи, вузол Internet, телестудія, друкарня, бухгалтерія і адмінгоспчастина. Загальна площа всіх лекційних аудиторій становить 4944,9 м². Лекційні аудиторії розраховані на 3327 місць. Вони відремонтовані, мають комплекти різної проєкційної техніки, що сприяє проведенню на високому рівні навчального процесу.
Складовою частиною науково-дослідного центру університету є науково-експериментальна клініка (віварій). Її площа 993 м², приміщення обладнане всім необхідним для утримання та розмноження лабораторних тварин; обладнання клініки дозволяє на високому рівні проводити наукову і навчально-методичну роботу з медико-біологічних дисциплін.
Проведена значна робота із вдосконалення матеріальної бази університету. Капітально відремонтовано морфологічний корпус з розташованими в ньому підрозділами, кафедрами і навчальними аудиторіями загальною площею 23000 м²; придбано наукове/ та діагностичне обладнання для підрозділів діагностичного і стоматологічного центрів; оснащено новим устаткуванням спеціальні кафедри стоматологічного та фармацевтичного факультетів, а також кафедри терапії і хірургії медичного факультету № 2; завершено комп'ютеризацію всіх видів діяльності університету з використанням 4 ліній мережі Internet до якої підключено 240 дисплейних місць; реконструйовано та оснащено гуртожиток № 4 зі створенням у ньому кімнат готельного типу; здійснюється реконструкція гуртожитку № 5.
Комп'ютерний парк університету — 512 ПЕОМ типу Пентіум, з них в науковому процесі і підготовці спеціалістів використовується 426 управлінні університетом — 86. Функціонує 26 комп'ютерних класів. На 100 осіб, що здійснюють очну форму підготовки припадає по 11 комп'ютерів, забезпеченість комп'ютерами, підключеними до Internet на 100 посад професорсько-викладацького складу — 46,8; число мультимедійних проекторів- 12.
Впровадженням комп'ютерних технологій в навчальний процес, наукові дослідження, функціонуванням локальних мереж опікується створений в 1991 році центр нових інформаційних технологій у складі якого функціонують комп'ютерні класи, телестудія, сучасна друкарня, відділення комп'ютерної поліграфії, вузол Internet:. Функціонує інформаційний WEB-сервер університету.
Вказане обладнання використовується в роботі морфологічного, фізіологічного, біохімічного, навчально-наукових комплексів. З участю матеріальної бази науково-дослідного центру університету, лабораторії і відділень санаторію «Хмільник» і центру «Здоров'я» ВПС МО України, лікарень на базі клінічних кафедр, створені 39 науково-навчально-лікувально-профілактичних комплексів з упровадження в навчальний процес і лікувальну практику сучасних методів і стандартів лікування, діагностики і реабілітації важкохворих.
Університетом в 2005 р. залучено позабюджетних коштів 23848 тис.грн., з них на капремонт, будівництво було витрачено 6297,0 тис.грн., придбано навчального, наукового та лікувально-діагностичного обладнання на суму 694 794 грн., на 360 686 грн. закуплено навчальної літератури і періодичних медико-біологічних видань.
У 2005 році для діагностичного центру придбано спіральний комп'ютерний томограф, в центрі організована робота відділення комп'ютерної діагностики. Університетом закуплена установка для ендоскопічних методів лікування урологічних хворих, сучасний апарат для ультразвукового обстеження (УЗО-4Д), проточний цитофлуориметр.
В університеті налагоджене комплексне використання коштовної комп'ютерної лабораторно-діагностичної апаратури, якою оснащені підрозділи науково-дослідного центру (світлові мікроскопи «Leica» з відеосистемою «Йена» з демонстраційною насадкою, мікроскоп ПЕМ-100М, ультрамікротом УМПТ-4; сучасні рідинні хроматографи, інфрачервоний спектрофотометр SPECORD 2b/R імуноферментний аналізатор STAT FAX 303/PLUS, апарати ультразвукової діагностики «Ultramark 9», «Toshiba-SSA-220A», комплекс аналізу функції зовнішнього дихання «Medgraphics», аналізатор крові «Autoluzez AL820», комп'ютерний комплекс для аналізу ЕКГ, реовазограм, ФЕКГ, пульсометрії та ін.).
Клінічні кафедри, на яких організована підготовка з спеціальностей лікувальна справа, педіатрія, стоматологія, фармація, клінічна фармація розташовані на базах спеціалізованих відділень і центрів 24 лікувально-профілактичних установ обласного, міського і іншого підпорядкування у містах Вінниці, Хмельницькому і Житомирі. Загальний фонд лікарняних ліжок на базах кафедр — 7736. В навчальному і лікувально-діагностичному процесах використовується близько 90 % ліжкового фонду клінічних баз. Відділення міських і обласних лікарень, диспансерів, спеціалізованих центрів, на базах яких розміщені клінічні кафедри, оснащені сучасним лабораторним і лікувально-діагностичним обладнанням. Потужність поліклінік клінічних баз у м. Вінниці 3089 відвідувань, у Хмельницькому — 1725, у м. Житомирі — 2100. Клінічними базами також є Центр реабілітації та фізіотерапії збройних сил України та Український державний НДІ реабілітації інвалідів.
Функціонують дві оздоровчо-спортивні бази на 200 осіб, загальна площа їхніх приміщень 1172 м² (на березі Чорного моря і р. Південний Буг), санаторій-профілакторій на 50 місць, здоровпункт, стрілецький, лижна база, зала важкої атлетики і тренажерна зала, стадіон і спортивні майданчики; п'ять студентських гуртожитків університету з проектною ємкістю 3161 ліжко-місце і один гуртожиток для лікарів факультету післядипломної освіти; 4 їдальні і 5 буфетів, студентське кафе, які за нормами забезпечують потреби в закладах громадського харчування.
Бібліотека з книжковим фондом понад 500 тис. видань з трьома філіалами, читальними залами на 500 читацьких місць, необхідними каталогами (в тому числі електронними) в повній мірі здійснює інформаційно-методичне забезпечення навчального процесу і науково-дослідної роботи. Активну участь в організації навчально-методичного забезпечення підготовки лікарів здійснюють викладачі кафедр. У 2005 році ними видано: 5 підручників, 35 навчальних посібників, 39 методичних розробок, рекомендацій для студентів. У 2007 році було відкрито web-сайт [Архівовано 23 березня 2019 у Wayback Machine.] бібліотеки.

## Пріоритетні напрямки наукової діяльності
- охорона материнства і дитинства (профілактика захворюваності, інвалідності та смертності серед жінок і дітей, створення та впровадження нових методів діагностики, лікування, реабілітації і вивчення патогенетичних механізмів перинатальної патології та чинників ризику);
- профілактика, діагностика, лікування та реабілітація хронічних захворювань серед різних груп населення (серцево-судинна патологія, патологія органів травлення, дихання, сечостатевої системи, нервової системи, алергічні захворювання тощо);
- створення, проведення експериментальних досліджень та впровадження нових лікарських засобів, апаратів і приладів.

Особлива увага приділена виконанню фундаментальних наукових досліджень, а саме:
- вивченню антропологічних, генетичних, фізіологічних та психологічних характеристик організму людей різного віку (від неонатального до похилого) з метою визначення маркерів мультифакторіальних захворювань;
- визначенню закономірностей морфогенезу та патоморфозу захворювань різного походження з метою розроблення і удосконалення технологій вторинної профілактики;
- розробці сучасних лікувально-профілактичних технологій.

Крім кафедральних колективів, у виконанні зазначених напрямків досліджень активну участь беруть:
- Науково-дослідний центр з лабораторією функціональної морфології і генетики розвитку та науково-експериментальною клінікою;
- Центр нових інформаційних технологій;
- Лабораторія експериментальної нейрофізіології;
- Експериментальна фармакологічна лабораторія;
- Клініко-діагностична алергологічна лабораторія;
- Клініко-діагностична гастроентерологічна лабораторія;
- Бактеріологічна лабораторія;
- Лабораторія експериментальної кардіології.

Вказані наукові лабораторії пройшли акредитацію та отримали відповідні атестати.

## Наукова робота
В університеті 12 наукових шкіл, зокрема наукові школи фізіологів, анатомів, функціональної морфології та антропогенетики, фармакологів, мікробіологів, акушер-гінекологів, дитячих хірургів, а також наукова терапевтична школа, наукова школа експериментальної хірургії органів черевної порожнини; наукова школа соціальної медицини, наукова гігієнічна школа, наукова школа клінічної епідеміології захворювань нервової системи тощо.
Заплановані завдання з науково-дослідної роботи кафедр та наукових підрозділів повністю виконані. Зокрема, в 2005 році здійснювалась 51 науково-дослідна робота, завершено виконання 6 наукових досліджень.
49 науково-дослідних робіт виконувались за ініціативою університету, 1 наукове дослідження проводилось за господарським договором, здійснювалось 31 клінічне випробування нових лікарських засобів. З числа перерахованих наукових досліджень 44 присвячені розробленню нових медичних технологій.
За 2005 рік співробітниками університету видано: — монографій — 12;підручників — 5; навчальних посібників — 35; методичних рекомендацій, довідників, вказівок для практичної охорониздоров'я — 26; методичних рекомендацій, розробок, вказівок для студентів — 39; інформаційних листів — 12; збірників матеріалів — 5.
Опубліковано статей — 760, в тому числі за кордоном — 19; тез — 423, в тому числі за кордоном — 20.
На базі ВНМУ проведено наукових та науково-практичних конференцій — 64.
В університеті видаються 3 фахових періодичних видання, які включені до переліку ВАК України, а саме журнали: Вісник Вінницького національного медичного університету, Вісник морфології, Biomedical and Biosocial Antropology.
Видається багатотиражна університетська газета «Молодий медик» та необхідні навчально-методичні матеріали для забезпечення навчального процесу.
Співробітниками клінічних кафедр в 2005 році проліковано хворих — 18253; виконано оперативних втручань — 12248; проконсультовано хворих — 181711; впроваджено 284 нових лікувально-діагностичних методів; виконано 975 виїздів по санавіації; здійснено виступів на науково-практичних конференціях — 351; здійснено виступів на засіданнях наукових товариствах — 186.
Завідувачі клінічними кафедрами очолюють профільні обласні наукові медичні товариства Вінниччини, Хмельниччини, активно працюють у складі медичних експертних комісій.

## Міжнародне співробітництво
Співробітники університету здійснюють співпрацю з навчальними закладами, фармфірмами 13 зарубіжних країн з 9 міжнародних і 13 державних програм. Продовжується співпраця університету за укладеними угодами з іноземними навчальними закладами (Бірмінгемський університет — США, Вандербільський університет — США, коледж Франкліна Пірса, Нью-Гемпшир — США, Ліможський університет — Франція, Бєлгородський університет — Росія, Російський державний медичний університет — Москва, Санкт-Петербурзький державний медичний університет — Росія, Красноярська державна медична академія — Росія).
Підписаними угодами з вказаними вузами передбачено обмін студентами і викладачами, стажування на робочих місцях, проведення спільних науково-дослідних робіт з актуальних для України проблем медицини. Університетом отримано грант Спаркманівського фонду (штат Алабами — США) загальним обсягом 2,5 млн доларів для проведення досліджень за сімома найактуальнішими для охорони здоров'я населення України напрямками медицини на п'ятирічний період до 2005 року. Проводиться робота щодо підписання міжуніверситетської угоди на наступні 5 років. Також налагоджене міжнародне наукове співробітництво з кафедрами та лабораторіями медичних факультетів університетів Росії, Білорусі, Чехії, Вірменії, Австрії, Великої Британії. На 2006 рік заплановано підписання угод з Ліссабонським (Португалія) та Римським (Італія) університетами.

## Ректор
10 квітня 2024 року ректором Вінницького національного медичного університету ім. М. І. Пирогова обрана Вікторія Петрушенко. Хірург перемогла на перших виборах ректора закладу, що відбулися на альтернативній основі. В другому турі здобула 52,26% (578 голосів). Офіційне призначення В. В. Петрушенко ректором відбулося відповідно до Наказу Міністра охорони здоров'я України від 30 травня 2024 року.

## Відомі випускники
- Єпішин Анатолій Васильович (1962) —  вчений-медик, розробив лікування дифузного токсичного зобу імуноактивними препаратами[12].
- Мороз Василь Максимович (1967) — терапевт, д.мед.н., проф., акад. НАМН України, ректор у 1988-2023.
- Ніколенко Павло Семенович (1960)
- Суходоля Анатолій Іванович (у 1984) — хірург, д.мед.н., проф., Заслужений лікар України.
- Табола Микола Михайлович (1975) — онкохірург, Заслужений лікар України.
- Татарчук Тетяна Феофанівна
- Тележинська Катерина Володимирівна (у 1985) — заслужений лікар України.
- Вайнштейн Соломон Григорович (1961) — https://www.proza.ru/avtor/leonil&book=1#1 [Архівовано 9 лютого 2019 у Wayback Machine.] https://www.proza.ru/2015/02/16/1176 [Архівовано 23 квітня 2017 у Wayback Machine.], http://www.proza.ru/2012/09/23/1116 [Архівовано 26 квітня 2017 у Wayback Machine.]
- Мельник Володимир Степанович (2000) — декан медичного факультету №1 НМУ імені О.О.Богомольця

## Бібліотека
Навчальним, науковим та інтелектуальним центром ВНМУ ім. М. І. Пирогова є його бібліотека. Займаючи позицію комунікаційного посередника, постійно вдосконалює форми та методи роботи задля задоволення потреб сучасного користувача.

## Гуртки
На базі університету функціонують:
- Народний вокальний ансамбль України «Візерунки»
- Народний ансамбль танцю України «Дружба»
- Народна хорова капела «Надбужанка»
- Духовий оркестр
- Театральна студія «7-е небо»
- Команда КВН «Наша Тырь»
- Сайт кафедри хірургії № 1 з курсом лазерної та ендоскопічної хірургії — http://surgerygroup.at.ua/ [Архівовано 24 березня 2013 у Wayback Machine.]
- Студентський науковий гурток кафедри хірургії № 2 — http://surgery.at.ua/index/studentskij_gurtok/0-10 [Архівовано 6 березня 2011 у Wayback Machine.]